# Assamia rufa
Assamia rufa – gatunek kosarza z podrzędu Laniatores i rodziny Assamiidae.